# Krynica Morska
Krynica Morska (německy Kahlberg, mezi lety 1947–58 Łysica) je město v Polsku na pobřeží Baltského moře v Pomořském vojvodství v okrese Nowy Dwór Gdański. Leží na Viselské kose v mezoregionu Mierzeja Wiślana. Město je turistickou destinací s přístavem a několika plážemi. V roce 2023 zde žilo 1 172 obyvatel.

## Administrativní dělení
Administrativními součástmi města jsou dále sídla Przebrno a Piaski.

## Doprava
Dopravní spojení se zbytkem země zajišťuje silnice číslo 501.

## Maják
Původní maják byl zničen na konci druhé světové války.
Současný maják Krynica Morska je vysoký 27 m, světlo je 53 m nad hladinou moře. Je viditelné ze vzdálenosti 18 námořních mil.

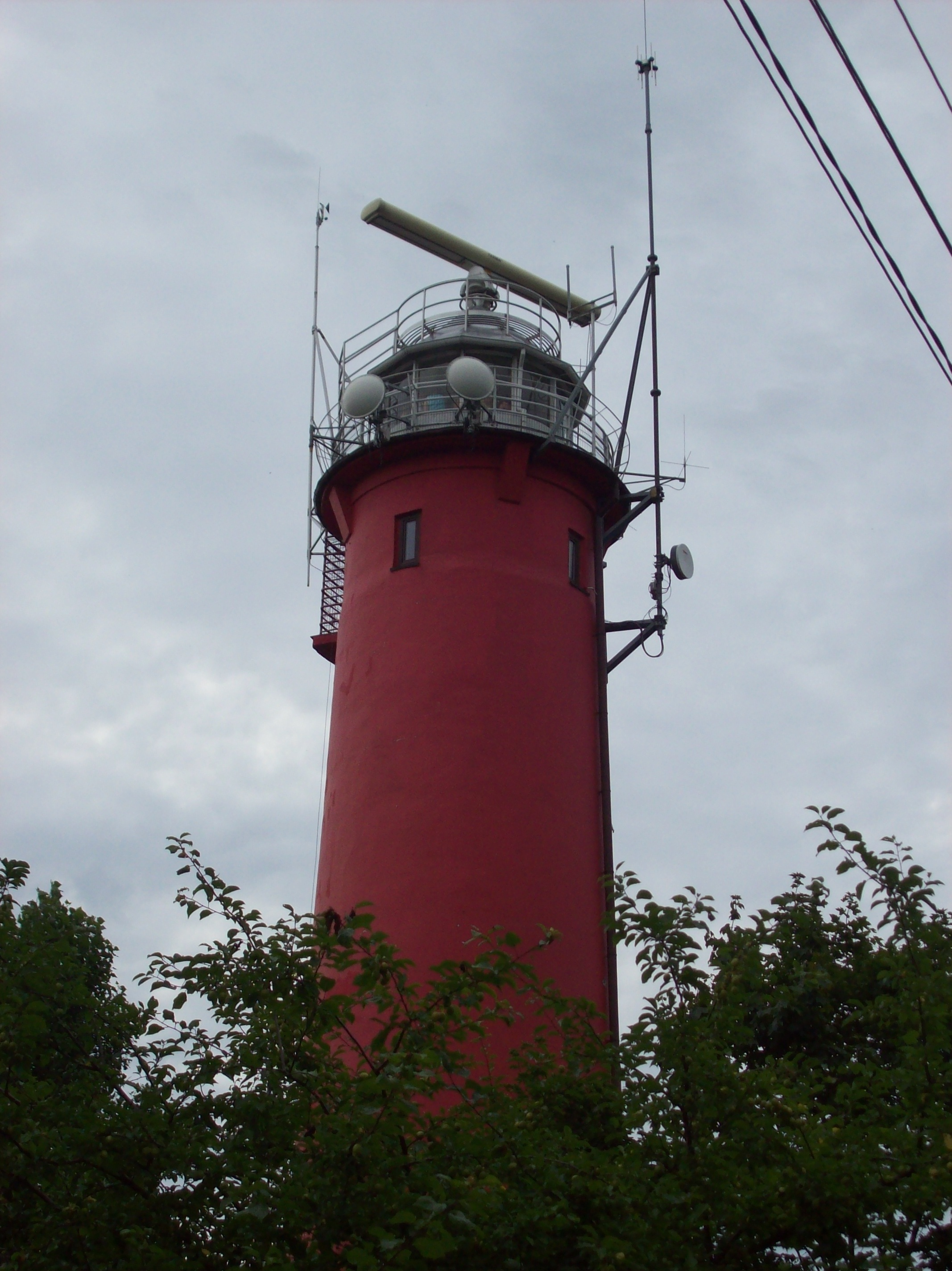
Maják Krynica Morska
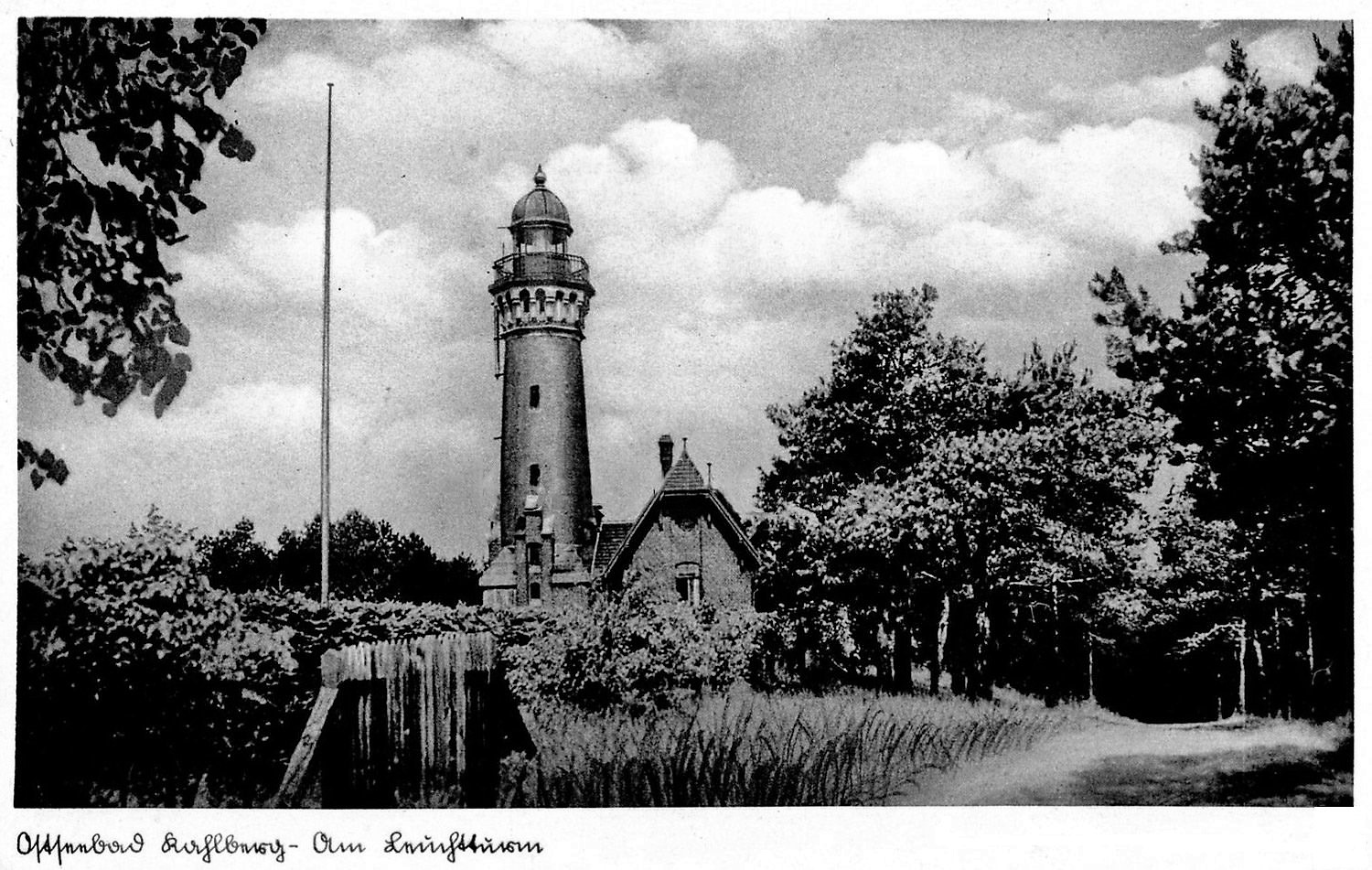
Původní maják na snímku z roku 1930

## Turistika

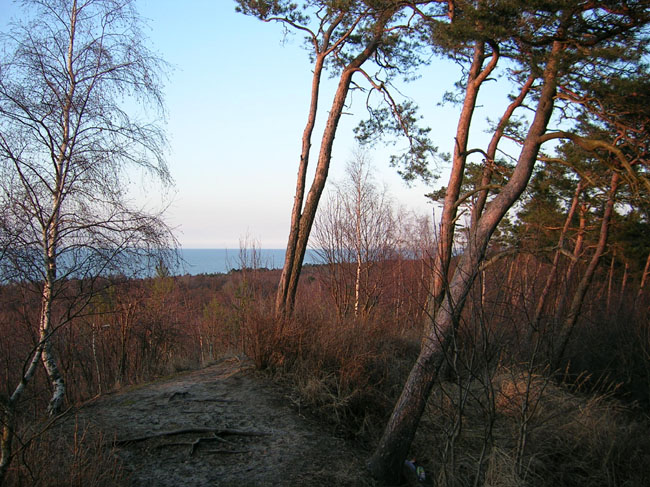
Vrchol duny Wielbłądzi Garb

Poblíž se nachází nejvyšší bod Viselské kosy Wielbłądzi Garb (nadmořská výška 49,5 m) – zároveň se jedná o nejvyšší dunu v Evropě. Duna je však již zarostlá vegetací a výhled k moři zajišťuje dřevěná rozhledna.